# Quinceañera (série télévisée)
Quinceañera, est une telenovela juvénile mexicaine diffusée en 1987-1988 par Televisa.

## Synopsis
Maricruz et Beatriz sont les meilleures amies du monde. Maricruz vient d'un milieu modeste alors que Beatriz est issue d'un milieu très aisée. Elles ont toutes les deux 14 ans et sont très excitées à la perspective de leur quinceanera et à l'idée de devenir des femmes.
Le jeune mécanicien Poncho et le chef de gang Memo sont tous les deux attirés par Maricruz. Celle-ci déteste Memo mais est très sensible au charme de Poncho. Fou de rage, Memo attaque Maricruz qu'il avait droguée au préalable et tente de la violer mais elle s'évanouit avant qu'il n'arrive jusqu'au bout. Néanmoins, il la laisse croire qu'il la effectivement violée. Elle se sent souillée et indigne de l'amour de Poncho, elle décide donc de s'éloigner de lui.
Pendant ce temps, Beatriz tombe amoureuse du frère de Maricruz, Gerardo, un drogué qui profite d'elle et la laisse enceinte. Ses parents sont horrifiés en l'apprenant, mais finissent par l'accepter et la soutiennent comme ils peuvent. Les deux jeunes filles doivent affronter beaucoup de problèmes et elles se rendent compte que devenir une femme n'est pas ce qu'elles croyaient.

## Acteurs et personnages
- Adela Noriega : Maricruz
- Thalía : Beatriz
- Ernesto Laguardia : Pancho
- Armando Araiza : Chato
- Julieta Egurrola : Carmen
- Sebastián Ligarde : Memo
- Fernando Ciangherotti : Sergio
- Nailea Norvind : Leonor
- Rafael Rojas : Gerardo
- Blanca Sánchez : Ana María
- Omar Fierro : Arturo
- Inés Morales : Elvira
- Maricarmen Vela : Enriqueta
- Roberto Ballesteros : Antonio
- Karen Sentíes : Teresa
- Jorge Lavat : Roberto
- Julieta Bracho : Palmira
- Silvia Caos : Consuelo
- René Muñoz : Timo

## Autres versions

### Cinéma
- Quinceanera (1960), du scénariste Edmundo Báez, Jorge Durán Chávez et Alfonso Rosas Priego. Le film a été dirigé par  Alfredo B. Crevenna; avec Maricruz Olivier, Tere Velázquez et Martha Mijares.

### Télévision
- Primer amor... a 1000 x hora (2001), produit par  Pedro Damián pour Televisa; avec Anahí, Kuno Becker, Ana Layevska et Valentino Lanús.
- Miss XV (2012), produit par  Pedro Damián pour Televisa; avec Paulina Goto, Natasha Dupeyrón, Yago Muñoz et Jack Duarte.

### Sources
- (es) Cet article est partiellement ou en totalité issu de l’article de Wikipédia en espagnol intitulé « Quinceañera (telenovela) » (voir la liste des auteurs).